# Гюнтер фон Шварцбург
Гюнтер XXI фон Шварцбург-Бланкенбург (нем. Günther von Schwarzburg; 1304 — 14 июня 1349, Франкфурт-на-Майне, Германия) — младший сын графа Генриха VII фон Шварцбург-Бланкенбург и Кристины фон Глайхен, антикороль Германии с 30 января по 26 мая 1349 года.

## Биография
Гюнтер был рыцарем, соратником и дипломатом на службе у императора Священной Римской империи Людвига IV. 11 октября 1347 года Людвиг IV умер.
После смерти императора партия Виттельсбахов во главе с герцогом Баварии Людвигом V, сыном Людвига IV, предприняла несколько попыток определить наследника из собственных рядов. После ряда неудач выбор пал на кандидатуру Гюнтера. 30 января 1349 года в доминиканском монастыре близ Франкфурта-на-Майне Гюнтер был избран четырьмя курфюрстами королём Германии.
Однако после смерти Людвига IV город признал королём Карла IV Люксембургского, поэтому заставил ждать Гюнтера целую неделю в поле перед стенами. Только 6 февраля Гюнтер вместе со своими сторонниками вступил в город, где Генрих III фон Вирнебург, смещённый в 1346 году архиепископ Майнца, торжественно короновал его. Затем он подтвердил привилегии города и принял, в свою очередь, на римской горе почитание граждан.
Вскоре после коронации Гюнтер был разбит сторонниками Карла IV Люксембургского в битве при Эльтвилле 24 мая 1349 года, так как Карлу удалось переманить на свою сторону многих приверженцев Гюнтера. Тяжело заболевший Гюнтер отказался от претензий на немецкую корону 26 мая за 20 000 марок, но так и не смог воспользоваться этими деньгами, поскольку скончался 14 июня 1349 года во Франкфуртском монастыре рыцарей ордена иоаннитов, вероятно, от чумы.
Новым королём Германии, а позднее и императором Священной Римской империи стал Карл IV Люксембургский.

## Браки и дети
- Жена: (с 9 сентября 1331 года) — Елизавета фон Гонштайн (умерла 4 апреля 1380), дочь графа Генриха IV Гонштайнского. Дети:
  - Генрих XIII (1339—XI.1357), умер бездетным
  - София (умерла 1392), мужья: 1. граф Фридрих II фон Орламюнде (умер октябрь 1367); 2. Георг I фон Шварцбург-Кефернбург (умер 1376); 3. граф Генрих XI цу Штольберг (умер 13.12.1377/78); 4. Иоганн II фон Шварцбург-Вахсенбург (1327—V.1407)
  - Елизавета (умерла 1380), монахиня в Ильме
  - Агнесса (умерла 13.4.1399), муж с 1366 Херманн IV, граф фон Хеннеберг-Ашах (1315—27.01./28.03.1403)
  - Мехтильда (умерла  26.6.1381), муж с 15.01.1369 Гебхард IV граф фон Мансфельд (умер 05.11.1382)